# Argent rose
L'argent rose est le pouvoir d'achat de la communauté homosexuelle, notamment en ce qui concerne les dons politiques. Avec la montée du mouvement pour les droits des homosexuels, l'argent rose est passé d'une frange marginalisée à une industrie florissante dans de nombreuses parties du monde occidental, comme les États-Unis et le Royaume-Uni. De nombreuses entreprises répondent spécifiquement à des clients homosexuels, telles que les discothèques, magasins, restaurants, et même les taxis; la demande de ces services est causée généralement par la discrimination perçue des entreprises traditionnelles. Dans le monde entier, l'argent rose dépensé est évalué annuellement à 550 milliards de dollars dans une variété de secteurs - en particulier de divertissement et des biens de consommation. 
La puissance économique de l'argent rose est considérée comme une force positive pour la communauté homosexuelle, créant une sorte d'auto-identification financière qui aide les gais et lesbiennes à se sentir comme faisant partie d'une communauté de valeurs. En effet, jusqu'à 90 % des homosexuels disent soutenir les entreprises qui ciblent l'argent rose. Toutefois, certains groupes défendant les intérêts homosexuels, affirment que le concept de l'argent rose sépare la communauté gaie et lesbienne de la société.